# Express.js
Express.js, 또는 간단히 익스프레스(Express)는 Node.js용 웹 프레임워크의 하나로, MIT 허가서로 라이선스되는 자유-오픈 소스 소프트웨어로 출시되었다. 웹 애플리케이션, API 개발을 위해 설계되었다. Node.js의 사실상의 표준 서버 프레임워크로 불리고 있다.
원 제작자 TJ Holowaychuk는 이 소프트웨어를 시나트라에 영향을 받은 서버로 기술하고 있으며 이는 플러그인으로 이용 가능한 수많은 기능들을 갖추면서 크기는 상대적으로 최소한임을 의미한다. 익스프레스는 몽고DB 데이터베이스 소프트웨어, AngularJS 프론트엔드 프레임워크와 함께 MEAN 스택의 백엔드 구성 요소이다.

## 역사
Express.js는 TJ Holowaychuk에 의해 설립되었다. Express.js's 깃허브 저장소에 따르면 최초 릴리스는 2010년 5월 22일에 있었다.

## 대중화
Express.js는 폭스 스포츠, 우버, IBM을 포함한 수많은 기업들이 사용하고 있다. 익스프레스는 npm-stat.com 보관됨 2016-08-11 - 웨이백 머신에 따르면 현재 500,000,000건 이상의 다운로드 수를 기록하였다. (2018년 12월 4일 기준)

## 같이 보기
- Socket.IO